# Rakhmat Sofiadi
Rakhmat Sofiadi est un lutteur bulgare spécialiste de la lutte libre né le 15 novembre 1965.

## Biographie
Lors des Jeux olympiques d'été de 1988, il remporte la médaille de bronze en combattant dans la catégorie des -74 kg.